# Daichi
Daichi（だいち、1990年7月2日 - ）は、日本のヒューマンビートボクサー、ボイスパーカッショニスト。福岡県出身。身長165.5cm。

## 来歴
18歳のときにYouTubeで自身のパフォーマンスを公開、その動画の再生回数は3000万回以上に達した。Daichi最大の武器は彼のオリジナル技であるサンバホイッスルである。この技は当時の世界チャンピオンであったJoel Turnerの笛を真似しようとした結果、布団の中で偶然鳴ったものだとRofuとのコラボ時に発言している。またその際最初のwildcardの動画のクオリティが高すぎるあまり、当時はフェイクではないかという噂が流れたということも語っている。
2011年春、福岡県内の音楽専門学校を卒業し、プロデビューをする。2012年、ニューヨークのライブハウス・アポロ・シアターの「アマチュアナイト」に参加。同年11月には「アマチュアナイト」の年間グランプリを決める「スーパー・トップ・ドッグ」に出場し、3位入賞を果たした。
2017年、自身のYouTubeチャンネル「Daichi Beatboxer」の登録者が100万人を突破する。
2018年、グループYouTuberに「よかろうもん」のメンバーとして参加する。
2023年2月1日、YouTubeチャンネル「YOKARO-MON」にて公開された動画で、「よかろうもん」を脱退し、今後はソロ活動に専念することを発表した。

## テレビCM
- 花王ヘルシアウォーター（2011年）
- ソニーウォークマン
- ディズニー XD

## CD
- HAMONEP CHAMPIONS CD（2010年9月1日、ポニーキャニオン）